# Arbeitslager Treblinka
Das Arbeitslager Treblinka (auch Treblinka I) war ein nationalsozialistisches Arbeitslager nahe dem Ort Treblinka im vom Deutschen Reich besetzten Polen. Es bestand von Juli 1941 bis zum August 1944, in dieser Zeit waren im Lager bis zu 1.200 (nach anderen Angaben bis zu 1.800) Personen gleichzeitig interniert, die meisten von ihnen Polen und Juden. Von den während des Bestehens insgesamt inhaftierten rund 20.000 Personen überlebte weniger als die Hälfte den Aufenthalt im Lager. Die Arbeitskraft der Häftlinge wurde hauptsächlich in der direkt neben dem Lager gelegenen Kiesgrube, in Werkstätten auf dem Lagergelände sowie auf Baustellen am Fluss Bug ausgebeutet.
Nördlich des Arbeitslagers befand sich von Juli 1942 bis November 1943 das Vernichtungslager Treblinka (auch Treblinka II genannt), nach Auschwitz-Birkenau das Lager mit den meisten Todesopfern während des Holocausts.

## Geschichte

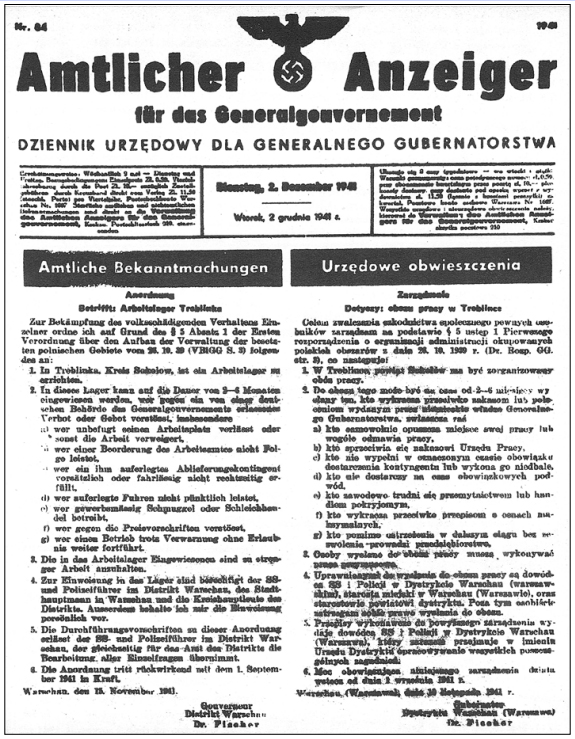
Amtliche Bekanntmachung zur Errichtung des Arbeitslagers Treblinka I, 1941

Die Initiative zur Gründung des Arbeitslagers ging auf Ernst Gramß, Mitglied des Kreisrats von Sokołów Podlaski, zurück, der damit die Produktion von Kies für den Straßenbau sicherstellen wollte. Bis September 1941 umfasste das dem SS- und Polizeiführer Warschau unterstellte Lager nur wenige Häftlinge, die in bereits vorhandenen Gebäuden der Kiesgrube untergebracht waren und die vor allem beim Aufbau des Arbeitslagers zum Einsatz kamen. Am 15. November 1941 wurde in einer auf Deutsch und Polnisch verfassten Bekanntmachung rückwirkend zum 1. September die Errichtung des Arbeitslagers angeordnet. Darin hieß es u. a., dass für zwei bis sechs Monate in das Arbeitslager eingewiesen werden kann, „wer gegen ein von einer deutschen Behörde des Generalgouvernements erlassenes Verbot oder Gebot verstösst“. Zur Einweisung in das Lager waren der SS- und Polizeiführer im Distrikt Warschau, der Stadthauptmann von Warschau, die Kreishauptleute des Distrikts sowie der Gouverneur des Distrikts ermächtigt.
Die meisten Gefangenen im ersten Jahr des Lagerbestehens waren Polen, daneben zählten auch einige jüdische Handwerker aus der Umgebung zu den Insassen. Ab Frühjahr 1942 wurden Häftlinge des Arbeitslagers zum Aufbau des zwei Kilometer weiter nördlich entstehenden Vernichtungslagers eingesetzt.
Mit dem Beginn der Vernichtungsaktion im nahen Lager Treblinka II stieg sowohl der Anteil der jüdischen Häftlinge wie auch die Sterblichkeit im Lager stark an. Aufgrund der Lebens- und Arbeitsbedingungen gestorbene oder ermordete Häftlinge ersetzte man durch Neuankömmlinge des Vernichtungslagers.
Am 23. Juli 1944, kurz bevor die Rote Armee Treblinka erreichte, wurde das Lager aufgelöst. Die ungefähr 550 verbliebenen jüdischen Arbeiter führte die Schutzstaffel (SS) in den Wald und erschoss sie dort. Nur einige Fachleute, deren Können die Deutschen weiterhin benötigten, blieben verschont. Die Gebäude des Lagers wurden abgerissen oder abgebrannt.
Heute befindet sich auf dem Gelände des Arbeitslagers eine von Franciszek Strynkiewicz gestaltete Gedenkstätte, die gemeinsam mit dem Gelände des Vernichtungslagers vom Muzeum Walki i Męczeństwa w Treblince (dt.: Museum des Kampfes und des Martyriums in Treblinka) mit Sitz in Kosów Lacki betreut wird, welches wiederum als Abteilung dem Muzeum Regionalne w Siedlcach (Regionalmuseum Siedlce) zugeordnet ist. Erhalten geblieben sind neben der Kiesgrube auch die Fundamente der Häftlingsbaracken sowie die Überreste eines Schwimmbads des SS-Personals.

## Lage und Aufbau
Das Gelände des Lagers Treblinka I liegt rund vier Kilometer südlich der Ortschaft Treblinka südlich von Małkinia, circa 80 Kilometer nordöstlich von Warschau. Vom Bahnhof Treblinka an der Strecke Małkinia–Siedlce führte eine Stichstrecke zur Kiesgrube und zum Lager.
Das 17 Hektar umfassende Arbeitslager gliederte sich in zwei Bereiche: Im östlichen, größeren Abschnitt befanden sich die Lagerverwaltung sowie die Quartiere der Wachmannschaften, im westlichen Teil die Häftlingsbaracken. Dieser Abschnitt des Lagers war wiederum in verschiedene, voneinander abgetrennte Sektoren für Juden, polnische Frauen sowie polnische Männer unterteilt. Östlich des Lagers lag die Kiesgrube, in der die Lagerinsassen arbeiteten. Das Lager war durch Wachtürme und einen über zwei Meter hohen Stacheldrahtzaun gesichert, der Bereich der Häftlingsbaracken zusätzlich von einem doppelten Stacheldrahtzaun umgeben.
Das Personal des Lagers bestand aus Männern der SS sowie Trawniki. Kommandant des Lagers war SS-Hauptsturmführer Theodor van Eupen.

## Verhältnis zum Vernichtungslager Treblinka
Bei der Standortwahl des dritten geplanten Vernichtungslagers der Aktion Reinhardt – dem Vernichtungslager Treblinka – spielte auch die Existenz des Arbeitslagers und insbesondere dessen Anbindung an das Eisenbahnnetz eine Rolle.
Die beiden Lager Treblinka I und Treblinka II waren zwar formell und organisatorisch unabhängig voneinander, allerdings bestanden aus pragmatischen Gründen Beziehungen zwischen ihnen. So wurden die Häftlinge des Arbeitslagers zum Aufbau des Vernichtungslagers eingesetzt und aus den im Vernichtungslager ankommenden Zügen Häftlinge für das Arbeitslager selektiert.
Den Häftlingen des Arbeitslagers blieb aufgrund der räumlichen Nähe der beiden Lager nicht verborgen, was im Vernichtungslager vor sich ging: Der Geruch der Leichenverbrennung war auch im Arbeitslager wahrnehmbar, ebenso waren Feuer und Rauch der im Vernichtungslager zur Vernichtung der Leichen eingesetzten Verbrennungsroste sichtbar.
Die Initiatoren des Aufstands von Treblinka, bei dem am 2. August 1943 Häftlinge des Vernichtungslagers versuchten, das Lager zu zerstören und aus ihm zu fliehen, hatten ursprünglich vorgesehen, nach erfolgreicher Flucht auch das Arbeitslager Treblinka zu befreien. Aufgrund des nicht wie erhofft verlaufenden Aufstandes – viele Gebäude des Vernichtungslagers blieben intakt, nur wenig mehr als fünfzig Personen gelang die Flucht – konnte dieser Plan allerdings nicht in die Tat umgesetzt werden. Das SS-Personal des Vernichtungslagers rief zur Niederschlagung des Aufstandes auch Personal aus dem Arbeitslager zu Hilfe.